# Эдмонтон Ойлерз
«Э́дмонтон О́йлерз» (англ. Edmonton Oilers) — канадский профессиональный хоккейный клуб, выступающий в Национальной хоккейной лиге. Пятикратный обладатель Кубка Стэнли (1984, 1985, 1987, 1988, 1990) и двукратный обладатель Президентского Кубка (1986, 1987). Клуб базируется в городе Эдмонтон, провинция Альберта, Канада.

## История
В первый год Всемирной хоккейной Ассоциации (сезон 1972/73), одной из участниц лиги стала команда «Альберта Ойлерз». Клуб получил название канадской провинции, так как предполагалось, что «Ойлерз» будет проводить свои домашние матчи в Эдмонтоне и Калгари, но этого так и не случилось. Перед сезоном 1973/74 команда была переименована в «Эдмонтон Ойлерз».

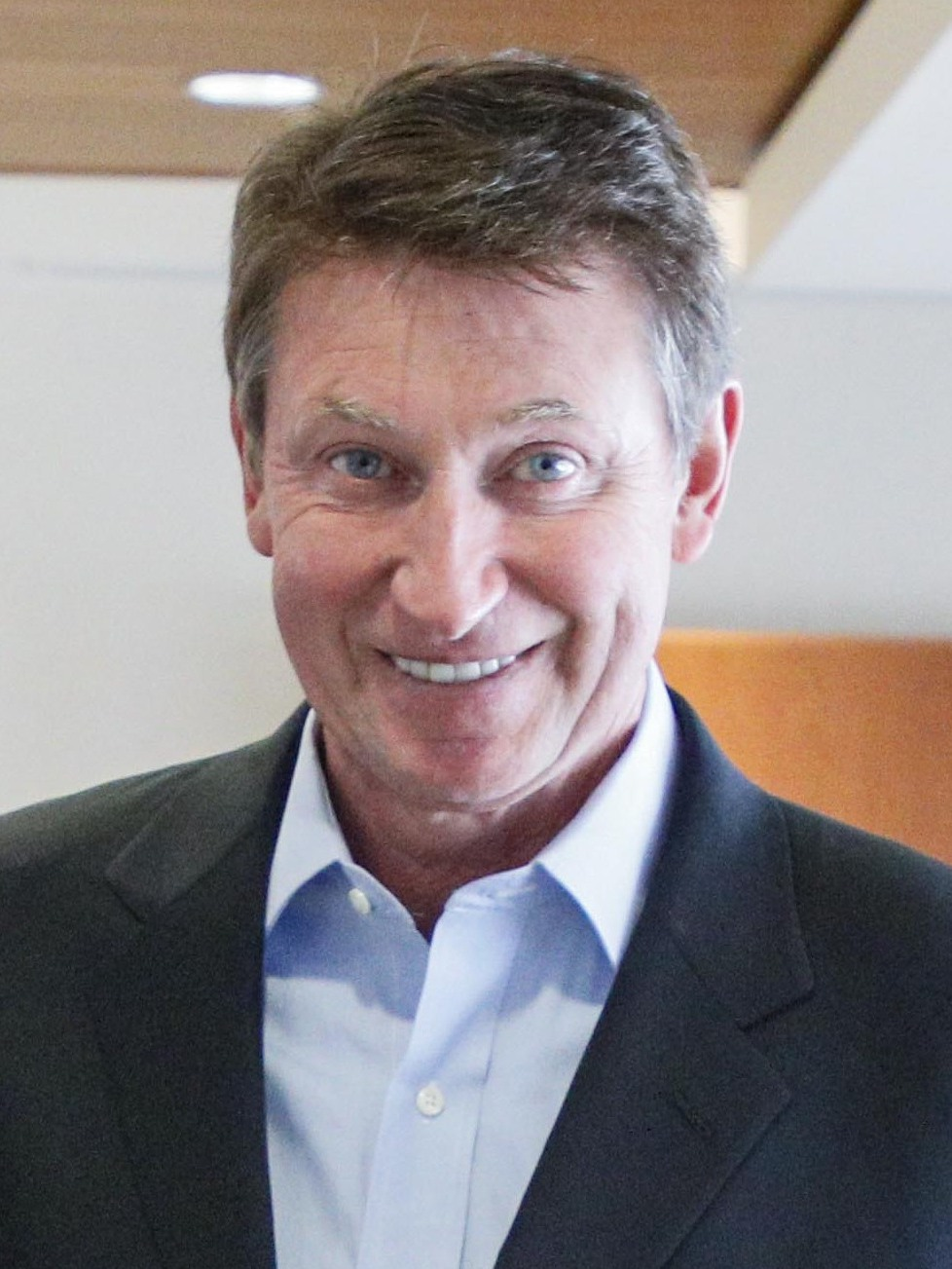
Уэйн Гретцки (2019 год). Он привел «Ойлерз» к 4 Кубкам Стэнли играя за них с 1978 по 1988 год.

За годы участия в ВХА «Эдмонтон» не добивался больших успехов. Лишь в 1979 году команда стала победителем в дивизионе и удалось достигнуть финала плей-офф, но в нём «Нефтяники» уступили «Виннипегу». Это произошло при участии Уэйна Гретцки, который был куплен у «Индианаполис Рэйсерс» вместе с двумя другими игроками за $850 000. 29 января 1979 годуа Уэйн подписал свой первый контракт с «Ойлерз» на 21 год за предполагаемую сумму в $4–5 миллионов.
Перед сезоном 1979/80 «Ойлерз» были включены в НХЛ и использовали свой выбор на расширенном драфте для закрепления прав на Гретцки, а на драфте новичков выбрали Марка Мессье.
Начиная с первого сезона в НХЛ Гретцки стал бить один рекорд результативности за другим, выигрывая по ходу звание лучшего игрока лиги. Этому немало способствовала игра с такими прирождёнными бомбардирами, как Гленн Андерсон, Яри Курри, Марк Мессье, а также с защитником-распасовщиком Полом Коффи. Первые пару лет ушли на обкатку команды, но уже начиная с сезона 1981/82 «Ойлерз» в течение 6 лет подряд набирали более 100 очков в регулярном сезоне и 4 раза выигрывали Кубок Стэнли (в 1984, 1985, 1987 и 1988 годах). Жертвами «Эдмонтона» в финалах становились «Нью-Йорк Айлендерс», дважды «Филадельфия» и один раз «Бостон». Все эти годы у руля команды стоял тренер Глен Сатер, а на линии ворот блестящую игру показывал первый чернокожий голкипер НХЛ Грант Фюр.
9 августа 1988 года «Эдмонтон» сенсационно обменял Уэйна Гретцки в «Лос-Анджелес Кингз». В своем первом сезоне без Гретцки, 88/89, «Ойлерз» выбыли из плей-офф в первом раунде, проиграв в семиматчевой серии новой команде Уэйна «Лос-Анджелесу».

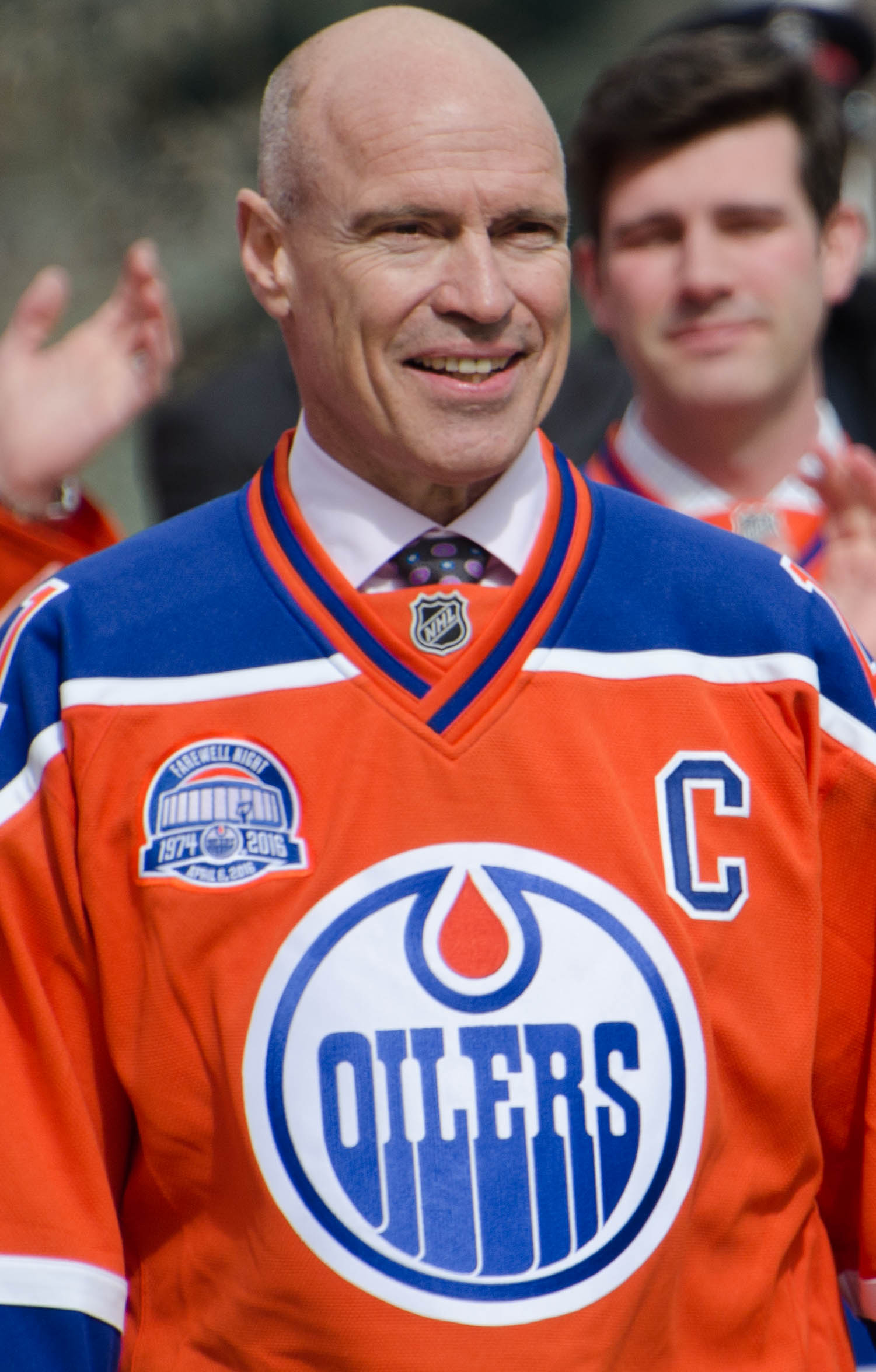
Марк Мессье (2016 год). Был назначен капитаном «Ойлерз» вскоре после обмена Гретцки.

В 1990 году, ведомые Марком Мессье и новым главным тренером Джоном Маклером (Сатер оставил за собой пост генерального менеджера), команда из Эдмонтона в пятый раз выиграла Кубок Стэнли, победив в финале «Бостон Брюинз» в пяти матчах. Для «Ойлерз» эта победа стала последним большим успехом, хотя клуб доходил до третьего раунда плей-офф в последующих двух сезонах. Некоторые стареющие ветераны сами покинули команду, как это сделал Марк Мессье, подписав контракт с «Нью-Йорк Рейнджерс» в сезоне 1991/92, а некоторые были обменяны.
Начиная с 1993 года «Эдмонтон» четыре сезона подряд оставался за чертой участников плей-офф. У клуба возникли большие финансовые проблемы. Хозяин «Ойлерз» Питер Поклингтон в 1994 году даже угрожал перевезти команду в Гамильтон, если не будет подписано новое, более выгодное соглашение по аренде хоккейной арены в Эдмонтоне.
Лишь в сезоне 1996/97, во многом благодаря великолепной игре вратаря Кёртиса Джозефа и смелым идеям нового тренера Рона Лоу, «Эдмонтон» поднялся до середнячков НХЛ и смог пробиться в плей-офф. В первом раунде «Ойлерз» преподнесли сюрприз, обыграв «Даллас», но в дальнейшем проиграли «Колорадо».
Сезон 1997/98 стал фактически идентичным предыдущему (80 очков по сравнению с 81 в 1997 году). «Эдмонтон» снова вышел в плей-офф переиграл на этот раз «Колорадо» в 1/4 финала Западной конференции. На втором этапе «Даллас Старз» взяли убедительный реванш у «Ойлерз» за поражение в 1997 году.
В сезонах 1998/99 и 1999/00 команда продолжала показывать интересную игру, постоянно завоёвывала место в плей-офф, но выбывала уже в первом раунде. В мае 2000 года Глен Сатер объявил о своей отставке с поста генерального менеджера. В истории «Ойлерз» началась новая эра.
Принявшие команду новый менеджер Кевин Лоу и главный тренер Крейг Мактавиш, столкнувшись с финансовыми проблемами, были вынуждены обменять многих дорогостоящих хоккеистов, но, несмотря на это, сумели создать боеспособный коллектив, практически постоянно пробивавшийся в плей-офф в начале 2000-х годов. Однако, в розыгрыше Кубка Стэнли «Ойлерз» всегда встречались с более сильными «Старз», и победа неизменно оставалась на стороне клуба из Техаса.
Наконец, в сезоне 2005/06 «Нефтяники» в условиях новой экономики НХЛ сотворили чудо — заняв лишь восьмое место в своей конференции, дошли затем до финала Кубка Стэнли, уступив в семи играх «Каролине». Лучшими в команде в этом сезоне были защитник Крис Пронгер, выменянный из «Сент-Луиса», вратарь Дуэйн Ролосон, полученный из «Миннесоты», и нападающий Фернандо Пизани.
В межсезонье команду покинул Крис Пронгер, отправившийся в «Анахайм» (с которым сразу же завоевал Кубок Стэнли). Потеря лучшего защитника, успевавшего и в обороне, и в атаке, сразу же сказалась на боеспособности коллектива, и, как следствие, в плей-офф 2007 года «Эдмонтон» уже не попал, отстав от кубковой восьмерки на 24 балла. По ходу регулярного чемпионата клуб также лишился своего многолетнего лидера Райана Смита, перешедшего в «Айлендерс». Далее команда скатилась в стан аутсайдеров. Регулярно на драфтах выбирая под высокими номерами и обладая большим количеством талантливой молодёжи, команда год за годом безуспешно пытается пробиться в плей-офф.

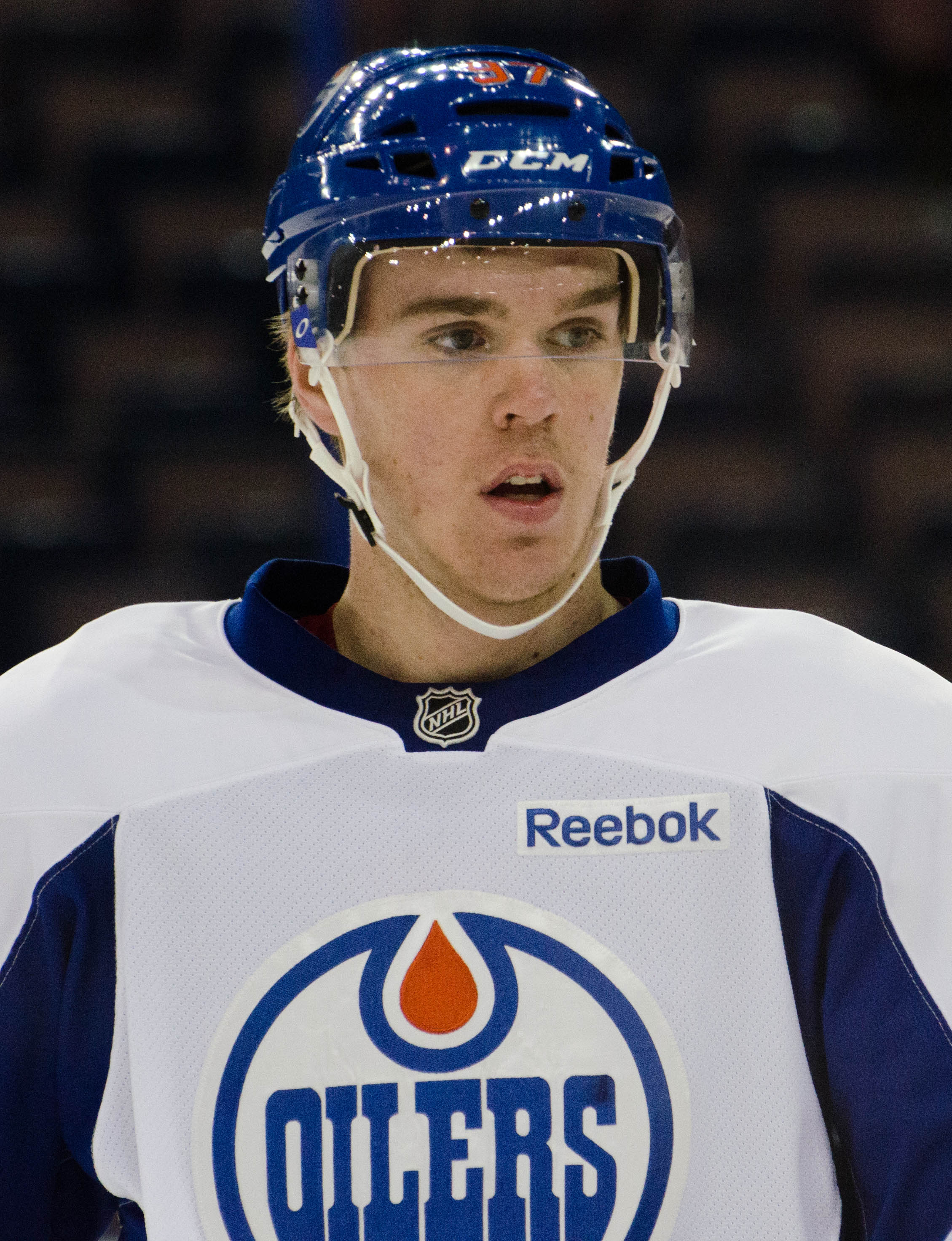
Коннор Макдэвид в 2015 году, когда «Ойлерз» задрафтовали его под первым номером. В 2016 году он стал самым молодым капитаном в истории НХЛ.

Крупные изменения в клубе произошли в межсезонье 2015 года. На место генерального менеджера пришёл Питер Чиарелли, создавший чемпионский «Бостон Брюинз» (Кубок Стэнли 2011, финал 2013, Президентский кубок 2014), а новым главным тренером стал Тодд Маклеллан, который до этого успешно руководил «Сан-Хосе Шаркс». На драфте 2015 года Чиарелли под общим первым номером выбрал одного из самых талантливых молодых хоккеистов последних лет — Коннора Макдэвида. Также к «Ойлерз» присоединились вратарь Кэм Тальбо, защитник Андрей Секера, а также Патрик Марун, Зак Кэссиан и Марк Летестю.
«Нефтяники» в первом сезоне под руководством Маклеллана успешно стартовали, но в середине чемпионата Макдэвид получил травму, сыграв лишь 45 игр. Во многом из-за этого команда вновь не пробилась в плей-офф. «Эдмонтон» выбирал 4-м на драфте и неожиданно для многих смог выбрать финского проспекта Ессе Пульюярви.
Летом «Эдмонтон» усилился силовым форвардом Миланом Лучичем и обменял первого номера драфта-2010 Тэйлора Холла на защитника Адама Ларссона. Результатом всех действий Чиарелли стал выход команды в плей-офф в сезоне 2016/17, впервые с 2006 года. В плей-офф «Эдмонтон» в первом раунде выбил прошлогоднего финалиста Кубка Стэнли «Сан-Хосе Шаркс» 4–2 в серии, а во втором раунде уступил в упорном 7-матчевом противостоянии «Анахайм Дакс».
В межсезонье Чиарелли продлил на 8 лет капитана и лидера команды Коннора Макдэвида, который подписал контракт на $ 100 млн. Также был выкуплен контракт Бенуа Пульо, обменян Джордан Эберле на Райана Строма и подписан 8-летний контракт с лучшим бомбардиром команды в прошедшем плей-офф Леоном Драйзайтлем на $ 68 млн.
В сезоне 2023/24 «Ойлерз» впервые за 18 лет сумели дойти до финала Кубка Стэнли. Во втором раунде «Ойлерз» обыграли «Ванкувер», уступая 2-3 в серии. В решающей серии против «Флориды Пантерз» «Эдмонтон» стал первой командой НХЛ с 1945 года, которая сумела сравнять счёт в финале, уступая 0-3. Однако в седьмом матче «Флорида» всё же выиграла 2:1. Коннор Макдэвид набрал в плей-офф 42 очка (8+34) в 25 матчах и установил рекорд НХЛ по передачам за один плей-офф. Второе и третье место в списке лучших бомбардиров плей-офф также заняли игроки «Ойлерз» — Эван Бушар (32) и Леон Драйзайтль (31).

## Статистика
| Сезон   | И  | В  | П  | ПО | Очки | ШЗ  | ШП  | Место            | Плей-офф |
| ------- | -- | -- | -- | -- | ---- | --- | --- | ---------------- | --- |
| 2018–19 | 82 | 35 | 38 | 9  | 79   | 232 | 274 | 7, Тихоокеанский | Не участвовали |
| 2019–20 | 71 | 37 | 25 | 9  | 83   | 225 | 217 | 2, Тихоокеанский | Поражение в квалификационном раунде, 1-3 («Чикаго Блэкхокс») |
| 2020–21 | 56 | 35 | 19 | 2  | 72   | 183 | 154 | 2, Северный      | Поражение в первом раунде, 0-4 («Виннипег Джетс») |
| 2021–22 | 82 | 49 | 27 | 6  | 104  | 290 | 252 | 2, Тихоокеанский | Победа в первом раунде, 4-3 («Лос-Анджелес Кингз») Победа во втором раунде, 4-1 («Калгари Флэймз») Поражение в финале конференции, 0-4 («Колорадо Эвеланш»)                                                       |
| 2022–23 | 82 | 50 | 23 | 9  | 109  | 280 | 257 | 2, Тихоокеанский | Победа в первом раунде, 4-2 («Лос-Анджелес Кингз») Поражение во втором раунде, 2-4 («Вегас Голден Найтс») |
| 2023–24 | 82 | 49 | 27 | 6  | 104  | 294 | 237 | 2, Тихоокеанский | Победа в первом раунде, 4-1 («Лос-Анджелес Кингз») Победа во втором раунде, 4-3 («Ванкувер Кэнакс») Победа в финале конференции, 4-2 («Даллас Старз») Поражение в финале Кубка Стэнли, 3-4 («Флорида Пантерз»)    |
| 2024–25 | 82 | 48 | 29 | 5  | 101  | 259 | 236 | 3, Тихоокеанский | Победа в первом раунде, 4-2 («Лос-Анджелес Кингз») Победа во втором раунде, 4-1 («Вегас Голден Найтс») Победа в финале конференции, 4-1 («Даллас Старз») Поражение в финале Кубка Стэнли, 2-4 («Флорида Пантерз») |

## Команда

### Текущий состав
| №                         | Игрок                      | Страна                    | Хват    | Дата рождения            | Рост (см) | Вес (кг) | Средняя зарплата ($) | Контракт до |
| Вратари                   | Вратари                    | Вратари                   | Вратари | Вратари                  | Вратари   | Вратари  | Вратари              | Вратари     |
| ------------------------- | -------------------------- | ------------------------- | ------- | ------------------------ | --------- | -------- | -------------------- | ----------- |
| 30                        | Кэлвин Пикард              | Канада                    | Левый   | 15 апреля 1992 (33 года) | 185       | 95       | 1,000,000            | 2025/26     |
| 60                        | Коллин Дилья               | Соединённые Штаты Америки | Левый   | 20 июня 1994 (31 год)    | 188       | 94       | 775,000              | 2024/25     |
| 70                        | Мэтт Томкинс               | Канада                    | Левый   | 19 июня 1994 (31 год)    | 191       | 88       | 775,000              | 2026/27     |
| 74                        | Стюарт Скиннер             | Канада                    | Левый   | 1 ноября 1998 (26 лет)   | 193       | 94       | 2,600,000            | 2025/26     |
| Защитники                 |                            |                           |         |                          |           |          |                      |             |
| 2                         | Эван Бушар                 | Канада                    | Правый  | 20 октября 1999 (25 лет) | 191       | 88       | 10,500,000           | 2028/29     |
| 14                        | Маттиас Экхольм            | Швеция                    | Левый   | 24 мая 1990 (35 лет)     | 192       | 98       | 6,250,000            | 2025/26     |
| 24                        | Трэвис Дермотт             | Канада                    | Левый   | 22 декабря 1996 (28 лет) | 183       | 89       | 775,000              | 2024/25     |
| 25                        | Дарнелл Нерс — А           | Канада                    | Левый   | 4 февраля 1995 (30 лет)  | 193       | 93       | 9,250,000            | 2029/30     |
| 27                        | Бретт Кулак                | Канада                    | Левый   | 6 января 1994 (31 год)   | 188       | 86       | 2,750,000            | 2025/26     |
| 44                        | Джош Браун                 | Канада                    | Правый  | 21 января 1994 (31 год)  | 195       | 98       | 1,000,000            | 2026/27     |
| 49                        | Тай Эмберсон               | Соединённые Штаты Америки | Правый  | 23 мая 2000 (25 лет)     | 184       | 89       | 1,300,000            | 2026/27     |
| 51                        | Трой Стечер                | Канада                    | Правый  | 7 апреля 1994 (31 год)   | 178       | 86       | 787,500              | 2025/26     |
| 85                        | Кэм Динин                  | Соединённые Штаты Америки | Левый   | 19 июня 1998 (27 лет)    | 180       | 83       | 775,000              | 2025/26     |
| 96                        | Джейк Уолман               | Канада                    | Левый   | 20 февраля 1996 (29 лет) | 188       | 98       | 3,400,000            | 2025/26     |
| Левые крайние нападающие  |                            |                           |         |                          |           |          |                      |             |
| 8                         | Дрейк Каджула              | Канада                    | Левый   | 20 июня 1994 (31 год)    | 175       | 84       | 775,000              | 2024/25     |
| 18                        | Зак Хайман                 | Канада                    | Правый  | 9 июня 1992 (33 года)    | 185       | 97       | 5,500,000            | 2027/28     |
| 34                        | Роби Ярвенти               | Финляндия                 | Левый   | 8 августа 2002 (23 года) | 191       | 90       | 775,000              | 2025/26     |
| 46                        | Макс Джонс                 | Соединённые Штаты Америки | Левый   | 17 февраля 1998 (27 лет) | 190       | 98       | 1,000,000            | 2025/26     |
| 57                        | Джеймс Хэмблин             | Канада                    | Левый   | 27 апреля 1999 (26 лет)  | 175       | 80       | 775,000              | 2025/26     |
| 88                        | Эндрю Манджипани           | Канада                    | Левый   | 4 апреля 1996 (29 лет)   | 178       | 83       | 3,600,000            | 2026/27     |
| Центрфорварды             |                            |                           |         |                          |           |          |                      |             |
| -                         | Давид Томашек              | Чехия                     | Правый  | 10 февраля 1996 (29 лет) | 187       | 85       | 1,200,000            | 2025/26     |
| 13                        | Маттиас Янмарк             | Швеция                    | Левый   | 8 декабря 1992 (32 года) | 185       | 88       | 1,450,000            | 2026/27     |
| 19                        | Адам Хенрик                | Канада                    | Левый   | 6 февраля 1990 (35 лет)  | 183       | 88       | 3,000,000            | 2025/26     |
| 21                        | Трент Фредерик             | Соединённые Штаты Америки | Левый   | 11 февраля 1998 (27 лет) | 191       | 97       | 3,850,000            | 2032/33     |
| 22                        | Мэтт Савуа                 | Канада                    | Правый  | 1 января 2004 (21 год)   | 175       | 81       | 918,333              | 2025/26     |
| 29                        | Леон Драйзайтль — А        | Германия                  | Левый   | 27 декабря 1995 (29 лет) | 189       | 98       | 14,000,000           | 2032/33     |
| 42                        | Кёртис Лазар               | Канада                    | Правый  | 2 февраля 1995 (30 лет)  | 183       | 95       | 775,000              | 2025/26     |
| 48                        | Ноа Филп                   | Канада                    | Правый  | 31 августа 1998 (26 лет) | 190       | 90       | 775,000              | 2025/26     |
| 93                        | Райан Ньюджент-Хопкинс — А | Канада                    | Левый   | 12 апреля 1993 (32 года) | 184       | 86       | 5,125,000            | 2028/29     |
| 97                        | Коннор Макдэвид — К        | Канада                    | Левый   | 13 января 1997 (28 лет)  | 185       | 89       | 12,500,000           | 2025/26     |
| Правые крайние нападающие |                            |                           |         |                          |           |          |                      |             |
| 20                        | Куинн Хатсон               | Соединённые Штаты Америки | Правый  | 1 января 2002 (23 года)  | 180       | 77       | 875,000              | 2025/26     |
| 42                        | Каспери Капанен            | Финляндия                 | Правый  | 23 июля 1996 (29 лет)    | 185       | 85       | 1,300,000            | 2025/26     |
| 92                        | Василий Подколзин          | Россия                    | Левый   | 24 июня 2001 (24 года)   | 185       | 86       | 1,000,000            | 2025/26     |

### Штаб
| Должность            | Имя            | Страна                    | Дата рождения             | В должности |
| -------------------- | -------------- | ------------------------- | ------------------------- | ----------- |
| Генеральный менеджер | Стэн Боумен    | Канада                    | 28 июня 1973 (52 года)    | с 2019 года |
| Главный тренер       | Крис Кноблох   | Канада                    | 24 сентября 1978 (46 лет) | с 2023 года |
| Помощник тренера     | Пол Макфарланд | Канада                    | 6 декабря 1985 (39 лет)   | с 2025 года |
| Помощник тренера     | Марк Стюарт    | Соединённые Штаты Америки | 27 апреля 1984 (41 год)   | с 2022 года |
| Помощник тренера     | Конор Аллен    | Соединённые Штаты Америки | 31 января 1990 (35 лет)   | с 2025 года |
| Тренер вратарей      | Питер Обри     | Канада                    | 19 мая 1977 (48 лет)      | с 2025 года |

### Неиспользуемые номера
- 3 — Эл Хэмилтон, защитник (1972—1980). Выведен из обращения 4 апреля 2001 года.
- 4 — Кевин Лоу, защитник (1979—1992, 1996—1998). Выведен из обращения 5 ноября 2021 года[5].
- 7 — Пол Коффи, защитник (1980—1987). Выведен из обращения 18 октября 2005 года.
- 9 — Гленн Андерсон, крайний нападающий (1980—1991, 1996). Выведен из обращения 18 января 2009 года.
- 11 — Марк Мессье, центральный нападающий (1979—1991). Выведен из обращения 27 февраля 2007 года.
- 17 — Яри Курри, крайний нападающий (1980—1990). Выведен из обращения 6 октября 2001 года.
- 31 — Грант Фюр, вратарь (1981—1991). Выведен из обращения 9 октября 2003 года.
- 99 — Уэйн Гретцки, центральный нападающий (1978—1988). Выведен из обращения 1 октября 1999 года.

## Индивидуальные рекорды
- Наибольшее количество очков за сезон — Уэйн Гретцки — 215 (52+163 в 1985-86)
- Наибольшее количество заброшенных шайб за сезон — Уэйн Гретцки — 92 (1981-82)
- Наибольшее количество результативных передач за сезон — Уэйн Гретцки — 163 (1985-86)
- Наибольшее количество штрафных минут за сезон — Стив Смит — 286 (1987-88)
- Наибольшее количество очков, набранных защитником за один сезон — Пол Коффи — 138 (48+90 в 1985-86)
- Наибольшее количество «сухих» игр — Кёртис Джозеф (1997-98) и Томми Сало (2000-01) — по 8
- Наибольшее количество сэйвов вратарём за матч — Бен Скривенс — 59 (2013-14)